# Fort van Lier
Het Fort van Lier, in de Belgische provincie Antwerpen, maakt deel uit van de Stelling van Antwerpen. Tot de Stelling van Antwerpen was besloten door de keuze voor Antwerpen als Nationaal Reduit in 1859. Het idee hierachter was dat Antwerpen het meest geschikt was als laatste verschansing tot de hulp van bondgenoten zou kunnen arriveren. Het Nationaal Reduit zou bestaan uit 1) een belegeringsomwalling, 2) een fortengordel en 3) onderwaterzettingen. De fortengordel zou bestaan uit een achttal Brialmontforten (gebouwd in 1859) in een 18 km lange gordel van Wijnegem tot Hoboken.
Na de bouw van deze acht forten in 1859 werd in 1870 besloten de verdedigingsgordel uit te breiden om de verdediging op grotere afstand van Antwerpen te kunnen voeren. De eerste forten uit deze periode zijn Merksem, Zwijndrecht en Kruibeke, die werden gebouwd in de jaren na 1872. Verder werden de forten De Perel en Sint Filips gebouwd ter verdediging van de Schelde.
Het fort van Lier werd gebouwd in periode van 1877-1890. In dezelfde periode werden ook de forten Walem, Steendorp en Schoten gebouwd. Via de Wet van 1906 werd de fortengordel rond Antwerpen gecompleteerd.

## Fort
Het fort van Lier heeft een trapeziumvormige opbouw omringd door een 40–50 m brede gracht. Het oppervlak (totaal inclusief gracht en glacis) bedroeg ca. 37 hectare; binnen de gracht bedroeg het oppervlak ca. 7,5 hectare. Het type is een fort zonder reduit met natte gracht. Het fort is gebouwd uit baksteen en is in 1906 versterkt met ongewapend beton met name de hoofdcaponnière. Ook werden geschutskoepels voor het 15, 12 en 5,7 cm geschut geplaatst.
Kort voor de Eerste Wereldoorlog ontwikkelden de Duitsers echter geschut waartegen het ongewapend beton onvoldoende weerstand bood. Dat geschut was het 30,5 cm Motor-Mörser M1, afkomstig van Skoda in Oostenrijk. Dit had een voor die tijd zeer hoge doorboring en was gemakkelijk via tractoren te vervoeren. Daarnaast ontwikkelde ThyssenKrupp een 42 cm mortier (Dikke Bertha) die een projectiel van 1000 kg 9 km ver kon schieten.

## Bewapening
De bewapening van het fort van Lier voor de grote afstand bestond uit 12 en 15 cm kanonnen (acht op de hoofdcaponnière) en 21 cm mortieren.

## Inzet
Het fort stond onder bevel van luitenant-kolonel Doneux. Het garnizoen bestond uit cavalerie uit het depot Beveren. Na de val van Fort Koningshooikt zetten de Duitsers de aanval op Fort Lier in. Op 29 september 1914 wordt de “Dikke Bertha” batterij van Hauptmann Erdmann in Heist-op-den-Berg op ca. 7,8 km van het fort opgesteld. Aanvankelijk wordt het fort bestookt met kleiner kaliber vooral om de juiste schootsafstand te bepalen. In de middag van 30 september begint de beschieting met de twee Dikke Bertha's. In totaal worden er die dag 62 granaten afgevuurd van kaliber 42 cm; hiervan treffen 57 doel. Op 1 oktober wordt de beschieting met de Dikke Bertha's voortgezet met nog eens 32 granaten. In de nacht van 1 op 2 oktober komt het fort nog in actie met licht geschut tegen het Duitse 26 Reserve Infanterie Regiment dat het fort vanuit het Zuiden benadert. Op 2 oktober wordt het fort alleen nog beschoten met 21 cm geschut.
Op 2 oktober verliet het garnizoen het fort om er 's avonds voor inspectie terug te keren. Alle geschut blijkt echter buiten werking gesteld of ontoegankelijk te zijn. Daarop besluit de commandant het fort te verlaten en zich in de vroege morgen van 3 oktober achter de Nete terug te trekken. Met zekerheid is bekend dat er ten minste vier doden in het garnizoen zijn gevallen, mogelijk is dit aantal groter geweest (raming tot tien).
Het Duitse 35 Reserve Infanterie Regiment bezette het fort in de ochtend van 3 oktober. De Belgen hadden het fort halsoverkop moeten verlaten. De brug was ondermijnd met dynamiet, maar niet opgeblazen. De kazerne was door twee voltreffers verwoest. In de kamer van de commandant lag een bodemstuk van een 42 cm granaat met daarnaast een maatstok om het kaliber vast te stellen. Een pantserkoepel van 5,7 cm geschut was uit zijn voegen gerukt en naar beneden gevallen.
Beschieting en uitschakeling van de forten Walem, Sint-Katelijne-Waver en later achtereenvolgens Koningshooikt, Lier, Kessel en Broechem leidde tot het verlies van de Vesting Antwerpen.

## Interbellum/Tweede Wereldoorlog
Tussen de twee wereldoorlogen is het fort gedeeltelijk hersteld en herbewapend met mitrailleurs geweest. Het fort is in de Tweede Wereldoorlog niet in actie geweest.

## Heden
Het fort, gelegen aan de Fortweg te Lier, is thans gedeeltelijk toegankelijk. Het is sinds 1950 eigendom van de stad Lier. Sinds 1989 is aan de schietclub Fort Lier (inclusief boogschieten/vissen annex radioamateurs) toestemming verleend tot gebruik.
Het water van het fort blijkt na fotospectrometrische analyse 391 μg/L aan loodionen te bevatten (drinkwater mag hooguit 15 μg/L bevatten) en 114 μg/L aan cadmiumionen (drinkwater mag hooguit 5 μg/L bevatten). Deze zware metalen stapelen zich o.a. op in vissen.
In 2021 stelde het stadsbestuur een masterplan op voor de restauratie van het fort, in het kader van “Herover de Vestingsteden”, een Europees project voor het behoud van militair erfgoed.

## Galerij

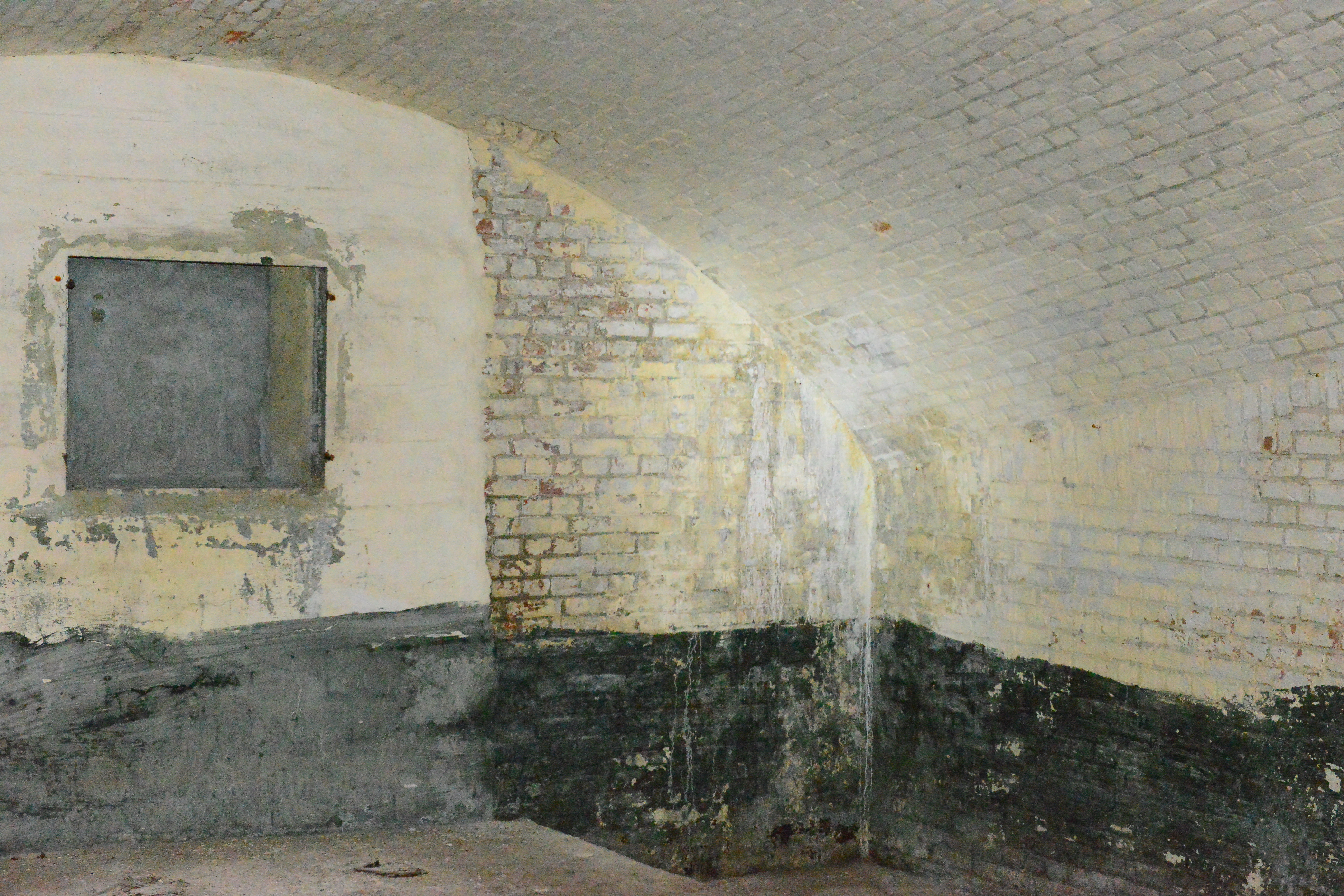
Een van de kamers in het fort
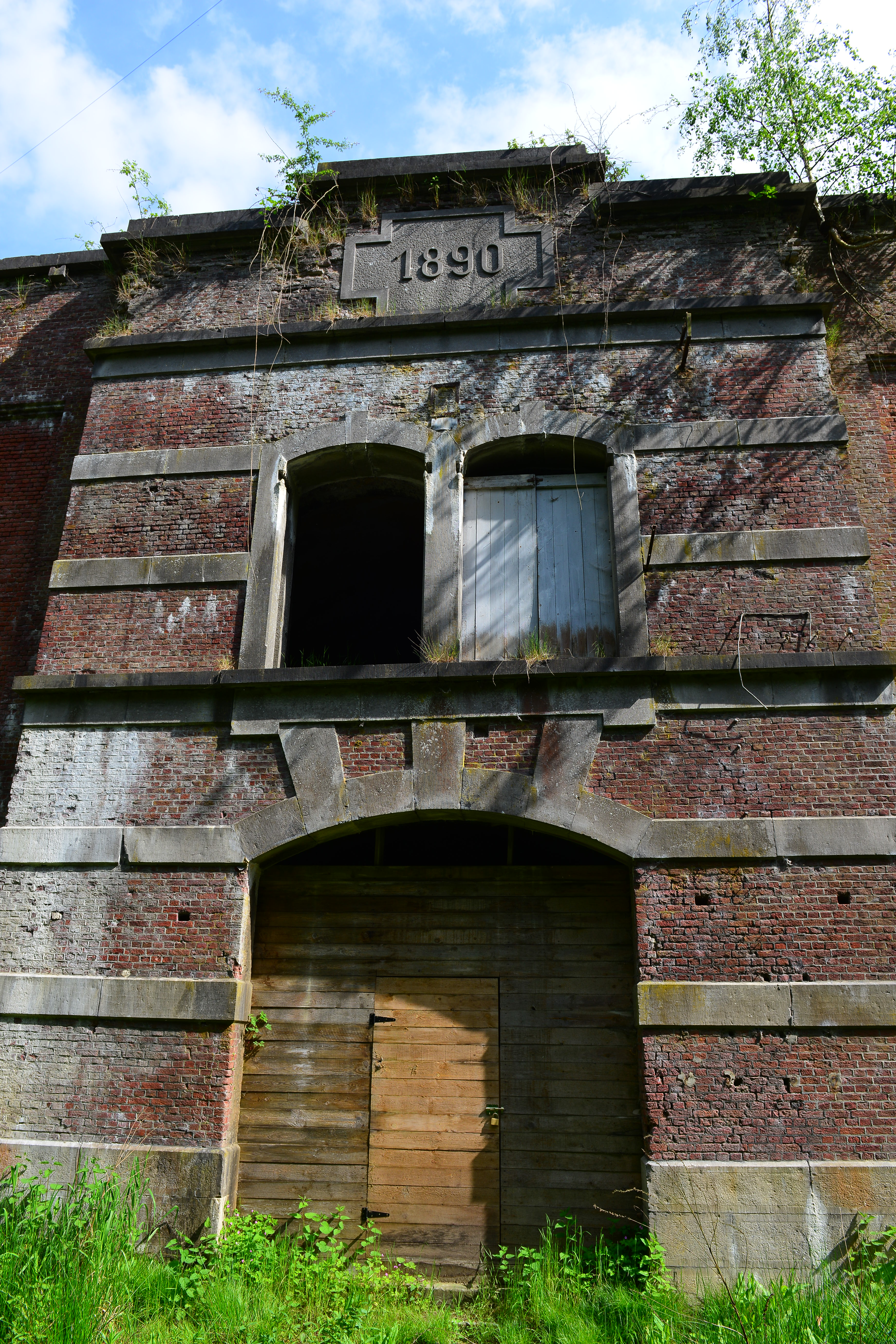
Ingang woongedeelte voor het militaire personeel
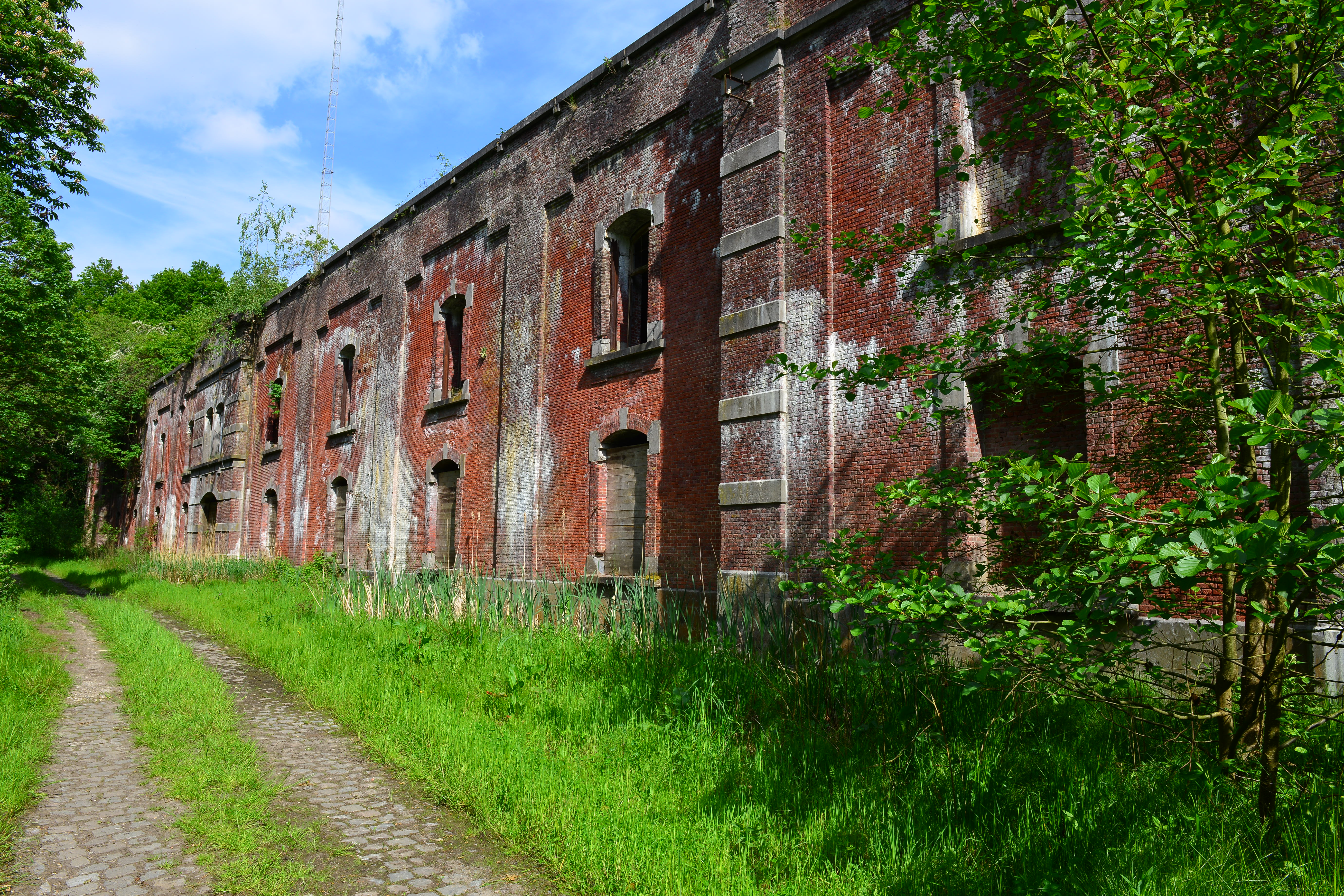
Woongedeelte voor het militaire personeel
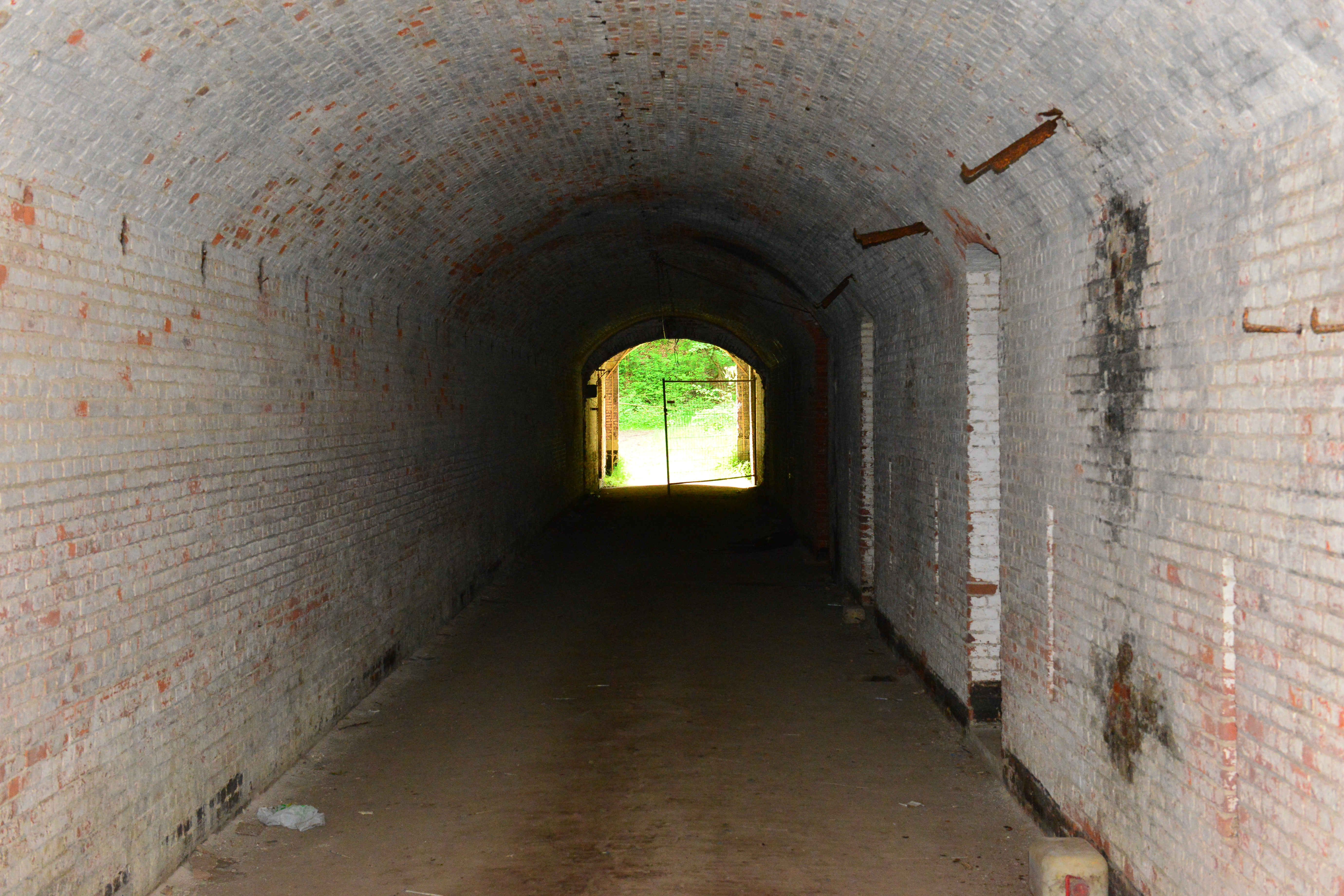
Doorgang naar het hoofdfrontgebouw